# Alejandro Sirio
Pour les articles homonymes, voir Sirio.
 (mai 2024).
La mise en forme du texte ne suit pas les recommandations de Wikipédia : il faut le « wikifier ».
Les points d'amélioration suivants sont les cas les plus fréquents :
- Les titres sont pré-formatés par le logiciel. Ils ne sont ni en capitales, ni en gras.
- Le texte ne doit pas être écrit en capitales (les noms de famille non plus), ni en gras, ni en italique, ni en « petit »…
- Le gras n'est utilisé que pour surligner le titre de l'article dans l'introduction, une seule fois.
- L'italique est rarement utilisé : mots en langue étrangère, titres d'œuvres, noms de bateaux, etc.
- Les citations ne sont pas en italique mais en corps de texte normal. Elles sont entourées par des guillemets français : « et ».
- Les listes à puces sont à éviter, des paragraphes rédigés étant largement préférés. Les tableaux sont à réserver à la présentation de données structurées (résultats, etc.).
- Les appels de note de bas de page (petits chiffres en exposant, introduits par l'outil «  Source ») sont à placer entre la fin de phrase et le point final[comme ça].
- Les liens internes (vers d'autres articles de Wikipédia) sont à choisir avec parcimonie. Créez des liens vers des articles approfondissant le sujet. Les termes génériques sans rapport avec le sujet sont à éviter, ainsi que les répétitions de liens vers un même terme.
- Les liens externes sont à placer uniquement dans une section « Liens externes », à la fin de l'article. Ces liens sont à choisir avec parcimonie suivant les règles définies. Si un lien sert de source à l'article, son insertion dans le texte est à faire par les notes de bas de page.
- La présentation des références doit suivre les conventions bibliographiques. Il est recommandé d'utiliser les modèles {{Ouvrage}}, {{Chapitre}}, {{Article}}, {{Lien web}} et/ou {{Bibliographie}}. Le mode d'édition visuel peut mettre en forme automatiquement les références.
- Insérer une infobox (cadre d'informations à droite) n'est pas obligatoire pour parachever la mise en page.

Pour une aide détaillée, merci de consulter Aide:Wikification.
Si vous pensez que ces points ont été résolus, vous pouvez retirer ce bandeau et améliorer la mise en forme d'un autre article.
Alejandro Sirio, ou Sirio (« le Syrien » en espagnol), pseudonyme de Nicanor Balbino Alvarez Diaz est un caricaturiste, dessinateur et illustrateur espagnol né le 26 octobre 1890 dans les Asturies et mort le 6 mai 1953 à Bueno Aires.
Il a publié son travail principalement en Argentine, bien qu'il ait également collaboré dans des journaux et des revues espagnoles. Il est considéré comme l'un des artistes graphiques les plus importants de l'âge d'or de la presse illustrée argentine de la première moitié du XXe siècle.
Surtout publié dans les journaux et magazines, il s’est attaqué à tous les genres possibles : décors, caricatures, portraits, bandes dessinées, ainsi que l’affiche ou la publicité. Il se consacre également à l'illustration de livres et d'œuvres littéraires avec un talent particulier pour la réinterprétation historique des thèmes hispaniques et américano-hispaniques. Sa facilité à capturer l'esprit du passé fait de lui l'un des illustrateurs les plus en vue de l’époque dans ce domaine particulier.

## Biographie
Fils de Carmen Diaz Busto et de Ramon Alvarez Suarez, il naît  à Oviedo, en Espagne, le 26 octobre 1890, et grandit dans le quartier de Campillon. Il étudie la comptabilité et le commerce, à l'école des arts et métiers de sa ville. Quant à sa formation artistiques, Sirio s'est toujours déclaré autodidacte.Il écrit ses premières histoires à l'âge de 16 ans et, à 18 ans, en publie quelques-unes dans le magazine local Luz y Vida, qu’il signe sous le pseudonyme d'Alejandro Sirio, pseudonyme qu’il gardera tout le reste de sa vie.
À l'âge de vingt ans, il embarque pour l'Amérique du Sud, et arrive à Buenos Aires le 20 juillet 1910. Après divers petits boulots comme caissier, comptable ou vendeur, Sirio  réalise sa première œuvre importante comme graphiste, une affiche pour un cinéma du quartier de Belgrano.
S’ensuivra une collaboration avec l’écrivain et homme politique José Maria Ramon Mej'a dans le journal El Sarmiento. En 1912, on lui commande de peindre la vitrine de la boutique où il travaille, et ses personnages sont remarqués par un collaborateur du magazine Caras y Caretas, Julio Castellanos, qui l'invite à collaborer au magazine du dessinateur Manuel Mayol Rubio. Cette collaboration durera douze ans et à partir de 1916 il publiera aussi dans le magazine Plus Ultra, aussi fondé par Manuel Mayol . En 1918, il participe pour la première fois à une exposition, « Le Jardin romantique », dans le cadre du premier Salon des arts décoratifs organisé par les disciples américains d'Anglada, Alfredo Gonzalez Garao et Gregorio Lopez Naguil. Il y  partageune pièce avec, entre autres, Rodolfo Franco, Alfredo Guido et Jasé Cervino. En 1924, il est embauché par le journal La Nación dont il assume la direction artistique du supplément dominical. Sa reconnaissance internationale viendra en 1927 quand on lui propose d’illustrer une édition spéciale de “La Gloire de Don Ramiro”, roman à succès de l’ambassadeur Enrique Larreta, initialement parue en 1908 et qui a connu une reconnaissance internationale, plus particulièrement en France.
En 1928, Sirio part pour l’Espagne pour vérifier le textes du livre et revoir sa mère à Oviedo, avant de s'installer à Madrid où il fréquente des cercles littéraires. La même année, il voyage à Ávila et Tolède pour repérer les décors où se passe l’action de La Gloire de Don Ramiro.
Puis il se rend pour la première fois à Paris où il visite musées et galerie. Il s'intéresse surtout aux spectacles de rue et accompagne son ami Enrique Amorin rendre visite au peintre Ignacio Iluloaga. Ce dernier, impressionné par les illustrations de Sirio, dont il dira qu’elle sont “l’ouvrage de moine”, lui conseille alors « ne pas dessiner avec tant de soin car le plus difficile est de finir une œuvre d'art dans ses moindres détails».
Sirio revient à Buenos Aires en se concentrant sur la préparation des 141 illustrations contenues dans le livre,qui sera finalement publié en 1929 et rencontrera une immense popularité. Malgré ce succès, l’édition illustrée ne sera proposée qu’en langue espagnole.
En juin 1931, il fait sa première exposition solo à la « Galerie Witco » composée de 44 dessins qui comprennent des illustrations de La Gloria, des caricatures de personne publique comme celles de Bartolomé Mitre ou Nicolás Avellaneda, des portraits comme celui de la reine Jeanne de Castille (Jeanne la folle) ou de l’écrivain Lope de Vega, des reconstitutions historiques comme le Débarquement de Sebastian Caboto et quelques œuvres d'expressionnisme social.
Fin juillet 1931 avec l'argent obtenu avec La Gloria et il part pour Paris, comme correspondant de La Nacion et des Noticias Graficas. Il y passe une année intense, partagée entre musées le jour et bohème la nuit. Il fréquente les cercles et les cafés comme Le Dôme, La Coupole ou La Rotonde où se retrouve le monde artistique et littéraire et où il fréquente des écrivains comme Enrique Amorin, Leopoldo Maréchal, Jean Cassou, André Salmon, Mergault ou Robert Desnos, et des artistes tels que Maurice de Vlaminck, Pablo Picasso, André Derain, José Fioravanti, Mateo Hernández, Ortiz de Zárate ou Foujita...
Il quitte Paris en 1932, et rentre en Argentine. Il s'installe définitivement à Buenos Aires où il continue de publier dans La Nación et dans la revue El Hogar. Lors d'une rencontre d'artistes, il fait la connaissance la peintre Carlota Stein, fille du d’ Adela Alejandrina Picard, dessinatrice et du peintre d'Enrique Stein, dessinateur et directeur du journal satirique El Mosquito. Après seulement deux heures de conversation avec Carlota Stein, il la demande en mariage, et l’épousera peu de temps après.
En 1933, Serio inaugure une exposition composée de 33 dessins au Musée Provincial des Beaux-Arts de Parana. La renommée des estampes de La Gloire de Don Ramiro a fait de lui l'un des plus demandés parmi les illustrateurs de textes historiques. C'est ainsi qu'il illustre les Chroniques vice-royales publiées dans El Hogar par l'écrivain Antonio Pérez Valiente de Moctezuma. En 1937, le recueil de Poèmes de la Fondation de Mariano de Vedia y Mitre contient 50 dessins de lui. L'année suivante est marqué par deux événements importants : la naissance de son fils Alejandro Sirio Álvarez Stein et la commande de la Compañía Hispano Argentina pour réaliser les deux grandes peintures murales de la station "Jujuy" de la ligne "E" du métro de Buenos Aires.
En 1939, dégoûté par la situation politique espagnole, il devient citoyen argentin et l'année suivante, il est nommé professeur d'art du livre à l'École nationale des beaux-arts Prilidiano Pueyrredón, chaire qu'il occupe jusqu'à sa mort. La même année, se tient une exposition de son œuvre parrainée par les Amis du musée de Mendoza. En 1944, il illustre avec 84 dessins l'œuvre d'Emilio Lascano Tegui Muchachos de San Telmo et, en 1947, au premier salon annuel des dessinateurs qui se tient à Buenos Aires et est élu président de l’Association des dessinateurs.
En 1948, il écrit et illustre "De Palerme à Montparnase", un livre dans lequel il rend compte de son voyage à Paris.
En juin 1950, Sirio inaugure une exposition de ses œuvres à la Galería Argentina de Buenos Aires, exposition qui sera reconduite deux ans plus tard. Le dernier livre illustré par Sirio sera une deuxième édition de La Pampa erguida de son ami Federico García Sanchiz, publiée en 1951 et pour laquelle Sirio a réalisé cent vingt dessins. En septembre 1952, Sirio assiste à l'inauguration du musée de la caricature Severo Vaccaro à Buenos Aires, où il est l'un des dessinateurs représentés.
Peu de temps après, le 6 mai 1953, il décède à l'âge de soixante-deux ans. Après sa mort, diverses expositions sont organisées en hommage à son œuvre, tant en Argentine, où l'Association des dessinateurs organisa une exposition à la Galerie Argentine, qu'en Espagne où l'Institut de la culture hispanique inaugura une grande exposition en février 1954 à la Bibliothèque de Madrid composée de 169 originaux, accompagné  de livres, reproductions et manuscrits. Plus tard, une partie de cette exposition sera exposée au Palais provincial de la Députation Forale d'Oviedo et à l'Institut Royal Jovellanos de Gijón.
Une rue du district de Malvinas Argentinas, dans la province de Buenos Aires, porte son nom.
En 1990 le musée de Larreta consacre une grande exposition pour le centenaire de sa naissance. En juillet 2022 a lieu une Exposition au Palais Provincial d’Avila de dessins issus de « La Gloria de Don Ramiro » sorti de la collection de José Luis Pajares, intitulée « La Gloria de Avila ».
Toujours utilisé aujourd’hui, la typographie du logo baroque qu’il a réalisé pour les étiquettes des vins San Felipe est toujours sa marque déposée.

## Œuvre
Alejandro Sirio a développé son travail principalement dans les journaux et les magazines au cours de la première moitié du XXe siècle, c'est-à-dire pendant l'âge d'or de l'illustration graphique, parmi lesquels se distinguent, en Argentine, les journaux La Nación et La Prensa et les revues Caras y Caretas, Plus Ultra, Noticias Gráficas, El Diario Español ou El Hogar, et, en Espagne, Buen Humor, Many Gracias ou Luz y Vida.
le caractère quotidien de sa production destinée aux journaux et revues imposait un langage adapté à ces derniers, au niveau du message et la technique, même si sa connaissance approfondie du dessin et des techniques graphiques, son talent naturel, sa sensibilité littéraire et ses liens avec le monde de la culture lui ont permis de réaliser une œuvre de grande qualité et de développer un style propre, varié mais reconnaissables.
La plus grande qualité de son dessins est qu’il n’est pas subordonné au texte, ces illustrations le réinterprètent et le complètent. Séparé du texte, la qualité de l’image et son niveau de détail se suffit à elle-même. Sirio a également illustré un bon nombre de livres, la plupart historiques et avec des thèmes hispaniques ou hispaniquo-américains avec une revendication importante de l'héritage espagnol. Il y développe tout son potentiel dans la recréation des environnements historiques en complément du texte, ce qui a fait de lui l'un des illustrateurs les plus recherchés et appréciés de l'époque.
Le livre De Palerme à Montparnasse écrit par Sirio lui-même et dans lequel il raconte et illustre ses souvenirs du voyage et de son séjour à Paris compte environ 3000 dessins et laissera une trace à la postérité.
Quand on considère son abondante production, on découvre que Sirio a touché à tout ; il a commencé à réaliser des décorations, des vignettes, des bandes dessinées, des caricatures et des illustrations traditionnelles, ce qui l'a aidé à apprendre, à mûrir, à développer sa sensibilité et à progresser vers l'illustration journalistique, littéraire et historique. Son travail a évolué de l'illustration humoristique et traditionnelle, parfois quelque peu grotesque et statique, au dessin littéraire sérieux, de récréation historique et d'interprétation personnelle, pour finir par une explosion d'expressivité dynamique.
Sirio a utilisé toutes les techniques habituelles de l'époque, c'est-à-dire l'encre de Chine pour les illustrations en noir et blanc et diverses combinaisons d'encre de Chine, d'aquarelle et de détrempe pour les illustrations en couleurs.